# 普雷里城 (印地安納州)
普雷里城（英語：Prairie City）是位於美國印地安納州克萊縣的一個非建制地區。該地的面積和人口皆未知。

## 地理
普雷里城的座標為39°26′44″N 87°06′48″W / 39.44556°N 87.11333°W，而該地的平均海拔高度為179米（即587英尺）。